# 古音正宗
《古音正宗》，古琴譜，明潞王朱常淓纂集。

## 琴譜介紹
卷首對崇禎七年甲戌朱氏自序，第一冊敘琴之形象、手勢、指勢、指法與論琴等，第二至第七冊共收琴曲五十曲。卷尾有朱氏跋文。
這是一部裝潢很精，版本最大的刊本，但從它收集的琴曲看，除“宗雅操”而外，多從流行譜本雜湊而成。看不出它的師承淵源，可能是一些王府清客所選獻的材料。從此譜起，明代琴曲標題之外還有解題的體裁就中斷了。朱常淓自序強調“人不能無樂，樂不能無形，形而不爲道，不能無亂，則譜正按形合道之法也”，而廢解題之例卻與此大相矛盾，序中指陳傳統琴曲派品駁雜，“卒未克以地限，以習違”，而他所採的卻是“可以含天地之弘（原誤刊作私），吸取日月之光……王風股東衆遊其天”，似有狂妄之嫌。